# Asdrubal Bentes
Asdrúbal Mendes Bentes (Humaitá, 27 de julho de 1939 — Belém, 27 de abril de 2020) foi um bacharel de direito e político brasileiro. Radicado no estado do Pará, exerceu o mandato de deputado federal constituinte em 1988.

## Vida pessoal
Filho de Valquíria do Prado Mendes, Bentes deixou sua cidade natal, Humaitá, para morar em Belém, capital do estado. Em 1958, começou a graduação de Direito na Universidade Federal do Pará (UFPA), finalizando seu bacharelado em 1962. Três anos depois, ocupou o cargo de procurador no Tribunal de Contas do Pará. Em 1976 deu início à sua carreira política quando filiou-se à Aliança Renovadora Nacional, também conhecida como Arena. Casou-se com Maria de Lurdes Cordeiro, com a qual criou seus quatro filhos. Morreu em 27 de abril de 2020, vítima da COVID-19.

## Carreira política
Iniciou sua carreira política ao filiar-se à Arena em 1976, partido que era aliado ao Regime Militar de 1964. Com o fim do bipartidarismo imposto pelo Regime, filiou-se  ao Partido do Movimento Democrático Brasileiro (PMDB), que fazia frente de oposição ao regime.
No ano de 1983, foi eleito presidente de Salinópolis, município do Pará. Como presidente do GETAT, grupo que cuidava de terras da região do Araguaia, comandou conflitos de terras rurais e garimpo na região de Serra Pelada. Participou também de uma organização de grandes latifundiários que se opunham à reforma agrária. Em novembro de 1986, candidatou-se pelo PMDB a deputado federal pelo estado do Pará. Elegeu-se e passou a ocupar seu cargo dentro da Câmara Federal no início do ano seguinte.
Nas eleições de 1990 concorreu novamente ao cargo de deputado federal. Derrotado, Asdrubal finalizou seu mandato em janeiro de 1991, encerrando suas atividades na Câmara dos Deputados. Na eleição seguinte concorreu novamente como deputado federal pelo estado do Pará, porém também não obteve êxito, ocupando o cargo de segundo suplente. Voltou à atividade parlamentar em 1997, quando assumiu a vaga que havia sido aberta com a saída do deputado Paulo Titan.
Encerrou seu mandato como deputado no início de 1999, data final de seu mandato. Em janeiro de 2001, retornou ao cargo de deputado, no lugar de Jorge Costa, o qual assumiria como prefeito de Capanema. Nas eleições de 2002, pôde reeleger-se com mais de quarenta e dois mil votos. Em 2003, ocupou o cargo de vice-líder do PMDB na Câmara dos Deputados. Na cidade paraense de Marabá, foi candidato a prefeito em outubro de 2004. Com 26.056 votos, Asdrubal não conseguiu a reeleição, assumindo o candidato do PTB, Tião Miranda. Nessa mesma eleição, o peemedebista foi acusado pelo Ministério Publico Federal (MPF) de comprar votos em troca de favores. Bentes, alegando sua inocência, negou sua relação com a possível permuta por votos.
Em 2005, assumiu o cargo de vice-presidente da chama CPI dos Correios, a qual investigou os esquemas de corrupção entre estatais brasileiras e parlamentares. A partir de tais denúncias, surgiu o escândalo do "mensalão", que teve como delator Roberto Jefferson (PTB-RJ). Aprovado em abril de 2006, o relatório final da investigação sugeriu um acirramento da fiscalização de cargos públicos e indiciou mais de cento e quarenta pessoas.  No pleito eleitoral de 2006, conseguiu se reeleger como deputado federal, cargo que teve início em fevereiro de 2007. No mesmo ano, posicionou-se favorável a uma nova prorrogação da Contribuição Provisória sobre Movimentação Financeira, que se estenderia até 2011. 

## Acusações[3]
Em 24 de março de 2014, o ministro Dias Toffoli, do Supremo Tribunal Federal, expediu um mandato de prisão de Asdrubal. O deputado foi condenado a três anos e um mês de prisão, em regime aberto. Segundo informações do Ministério Público, Bentes havia usado a Fundação PMDB Mulher como ambiente de recrutamento de eleitoras mulheres, as quais, em troca de votos, receberiam uma cirurgia de laqueadura das trompas. Os fatos teriam acontecido quando Asdrubal concorria como candidato a prefeito em Marabá (PA) em 2004. Denúncias afirmam que as mulheres passavam por um hospital onde eram realizadas as cirurgias, a partir de documentos falsificados. Em 26 de março do mesmo ano, o deputado renunciou ao cargo de deputado, procurando evitar a cassação de seu mandato parlamentar.

## Propostas[1][5]
Nas principais votações da Constituinte, o político se posicionou contra:
- Pena de morte
- Limitação do direito à propriedade privada
- Diminuição da dívida externa
- Jornada de 40 horas semanais
- Estatização do sistema financeiro nacional

Asdrúbal Bentes se posicionou/votou a favor:
- Rompimento da diplomacia com países intolerantes racialmente;
- Mandato de segurança coletivo;
- Jornadas de trabalho com seis horas ininterruptas;
- Aviso prévio proporcional;
- Voto facultativo para menores a partir de 16 anos;
- Formação de uma unidade sindical;
- Presidencialismo como sistema político;
- Mandato de 5 anos para José Sarney, até então presidente do Brasil;
- Criação de uma base de apoio à reforma agrária;
- Legalização do Jogo do Bicho.

Como parlamentar, integrou as seguintes comissões:
- Comissão da Amazônia
- Integração Nacional e Desenvolvimento Regional
- Fiscalização Financeira e Controle
- Turismo e Desporto (assumiu o cargo de presidente em 2006)